# Dorcadion cachinno
Dorcadion cachinno là một loài bọ cánh cứng trong họ Cerambycidae.